# 김설암
김설암(金雪岩)는 일제강점기의 승려이다.

## 생애
생몰년은 미상이며, 경상남도 양산의 통도사 소속 승려라는 것 외에 자세한 기록이 남아 있지 않다.
처음 기록에 모습을 드러낸 것은 1938년 3월에 열린 조선불교중앙교무원 평의원회에서 신임 이사로 선출되면서부터이다. 그해 8월에는 박영희의 뒤를 이어 재무이사에 취임하였고, 재무이사 자격으로 조선총독부 학무국과 동대문경찰서를 방문했다.
당시는 중일 전쟁으로 불교 교단도 전쟁 지원에 집중하고 있었다. 김설암은 같은 해 11월 일본군 부대 송영을 위해, 12월에는 해군 방비대를 환영하러 경성역에 다녀왔다. 총독부 사회과에 초청을 받아 가기도 했고, 전쟁 지원을 위한 관제 단체인 국민정신총동원 조선연맹 평의원회에는 조선불교 중앙교무원 대표로 참석했다.
1939년 3월 중앙교무원 평의원회는 전년도에 있었던 공금 유용 사건의 책임을 물어 이사 전원을 해임하여 김설암도 재무이사직에서 물러났다. 중앙교무원 이사로 근무한 약 7개월 동안의 친일 활동 이후 행적은 확인되지 않는다.

## 같이 보기
- 통도사

## 참고자료
- 임혜봉 (2005년 3월 1일). 〈김설암 : 친일 행적을 남긴 중앙교무원 재무이사〉. 《친일 승려 108인》. 서울: 청년사. 529~530쪽쪽. ISBN 9788972783848.